# Gora Ploshchadka
Gora Ploshchadka (englische Transkription von russisch Гора Площадка Gora Ploschtschadka, deutsch ‚Spielplatzberg‘) ist ein Nunatak im ostantarktischen Mac-Robertson-Land. In den Prince Charles Mountains ragt an der Westseite des Shaw-Massivs auf.
Russische Wissenschaftler benannten ihn. Der weitere Benennungshintergrund ist nicht überliefert.